# Northern Luzon Heroes Hill
Northern Luzon Heroes Hill – filipiński park narodowy usytuowany na wyspie Luzon, w gminach Santa oraz Narvacan w prowincji Ilocos Sur. Zaklasyfikowany do kategorii IUCN III.

## Historia
Park został założony 9 lipca 1963 roku. Był jednym z wielu dziś chronionych obszarów, gdzie chronili się filipińscy rewolucjoniści walczący w XVIII wieku o niezależność narodu Ilocano. Wielokrotnie bywał tam m.in. sławny Diego Silang; został zamordowany w okolicy. W okolicach parku zbudowano przechowalnię rzeźb i popiersi bohaterów narodowych Filipin.
W celu promocji regionu rozwijany jest tam projekt PAMB (Philippine Area Management Board).

## Dane
Powierzchnia parku wynosi 1316 hektarów. Park obejmuje piaszczyste plaże oraz tereny z górzystym krajobrazem, na terenie parku znajdują się też laguny oraz wodospady. Najwyższy szczyt ma wysokość 465,4 metrów. Parkiem zarządza filipińskie Ministerstwo Środowiska i Zasobów Naturalnych.